# Cvetković Brdo
Cvetković Brdo is een plaats in de gemeente Velika Gorica in de Kroatische provincie Zagreb. De plaats telt 45 inwoners (2001).